# Luís Machado
Luís Miguel Vieira Babo Machado (ur. 4 listopada 1992 w Lamego) – portugalski piłkarz, grający na pozycji skrzydłowego. Wychowanek USC Paredes. W latach 2015–2020 rozegrał 107 meczów w Lidze NOS, w której strzelił 7 bramek i zaliczył 8 asyst.